# DB-Baureihe 422
Die DB-Baureihe 422/432 ist ein aus der Baureihe 423 weiterentwickelter vierteiliger elektrischer Triebzug für den S-Bahn-Verkehr.
Als Baureihe 422 werden dabei die beiden angetriebenen Endwagen bezeichnet, während die ebenfalls angetriebenen Mittelwagen als Baureihe 432 klassifiziert werden.
DB Regio NRW beschaffte eine einzige Bauserie mit 84 Triebzügen für den Betrieb bei der S-Bahn Rhein-Ruhr im Gebiet des Verkehrsverbunds Rhein-Ruhr. In anderen deutschen S-Bahn-Netzen wird stattdessen die Nachfolge-Baureihe 430 eingesetzt.

## Fahrzeug

### Beschaffung
Im Rahmen des Verkehrsvertrages mit dem Aufgabenträger Verkehrsverbund Rhein-Ruhr (VRR) für den Betriebszeitraum von 2003 bis 2018 hatte sich DB Regio NRW zur Modernisierung der Fahrzeugflotte verpflichtet.
Ein Auftrag über zunächst 78 Einheiten der Baureihe 422 wurde 2005 von der Deutschen Bahn AG zu einem Wert von 343 Millionen Euro an ein Konsortium aus Bombardier Transportation und Alstom LHB vergeben. Die Auslieferung der am Ende 84 Einheiten erfolgte zum Preis von knapp 400 Millionen Euro von November 2008 bis Oktober 2010.
Seit Januar 2008 wurden erste Testfahrten und Typprüfungen der Züge auf öffentlichen Strecken durchgeführt. Die Zulassung durch das Eisenbahn-Bundesamt (EBA), die anschließende Fahrzeugübergabe an DB Regio NRW und die Inbetriebnahme für den Fahrgastbetrieb waren zunächst für den frühen Sommer 2008 geplant, mussten aber mehrfach verschoben werden und erfolgte im November 2008.
Ursprünglich plante der VRR, einen Folgeauftrag über mindestens weitere 32 Triebzüge der Baureihe 422 zu erteilen, um im S-Bahn-Betrieb im Ruhrgebiet ab Ende 2012 ausschließlich auf Fahrzeuge neuer Bauart zurückgreifen zu können. Im Dezember 2009 gab der VRR bekannt, dass stattdessen mindestens 32 Triebzüge der Baureihe 430 geliefert werden sollten. Tatsächlich bestellt und geliefert wurden letztlich Fahrzeuge des Typs Alstom Coradia Continental.

### Technik

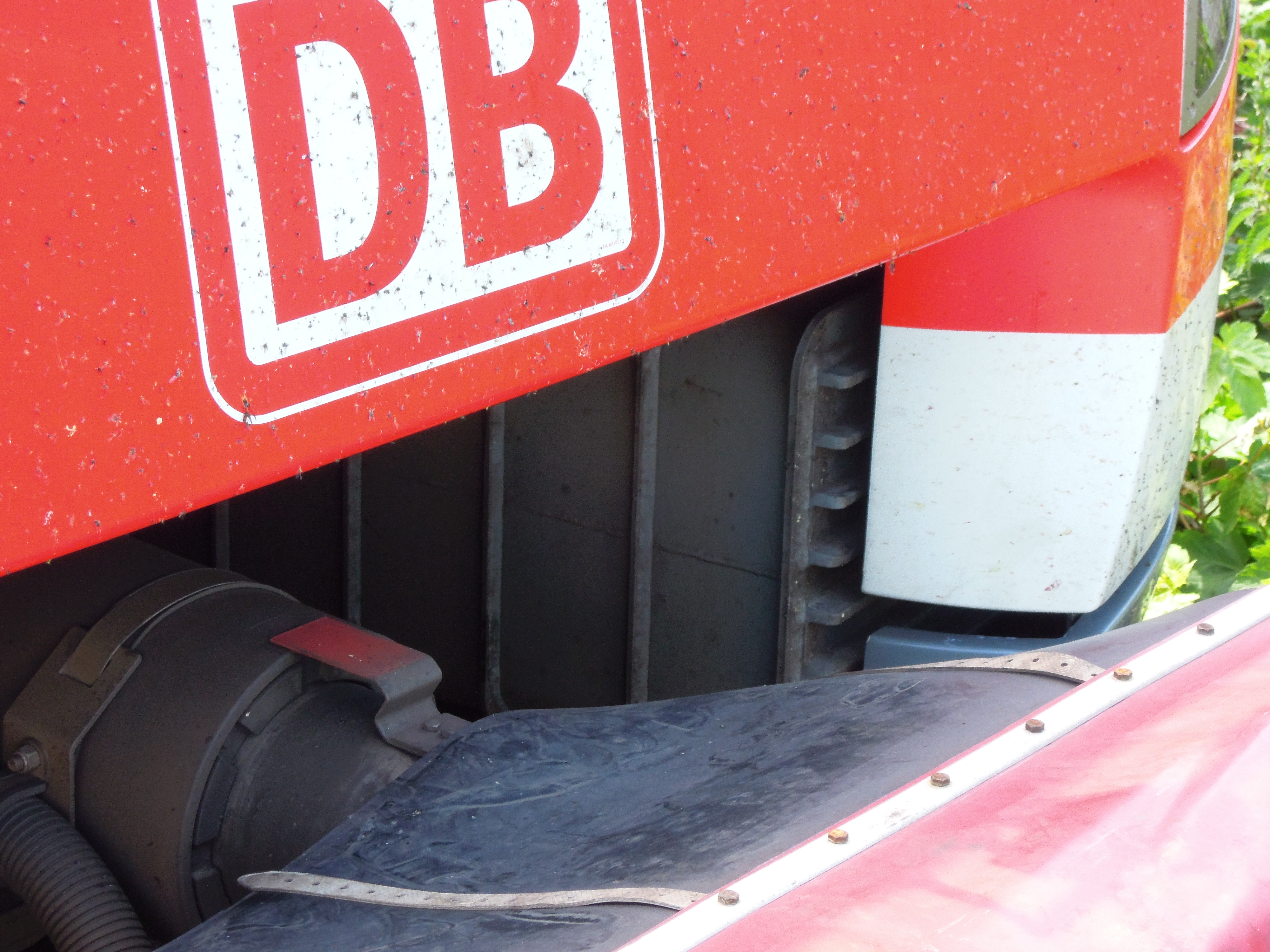
Aufkletterschutz in einer Detailansicht der Fahrzeugfront

Technisch ähnelt die Baureihe 422 stark der Vorgängerbaureihe 423. Die Fahrzeuge wurden in Leichtbauweise aus Aluminium und Verbundwerkstoffen gefertigt.

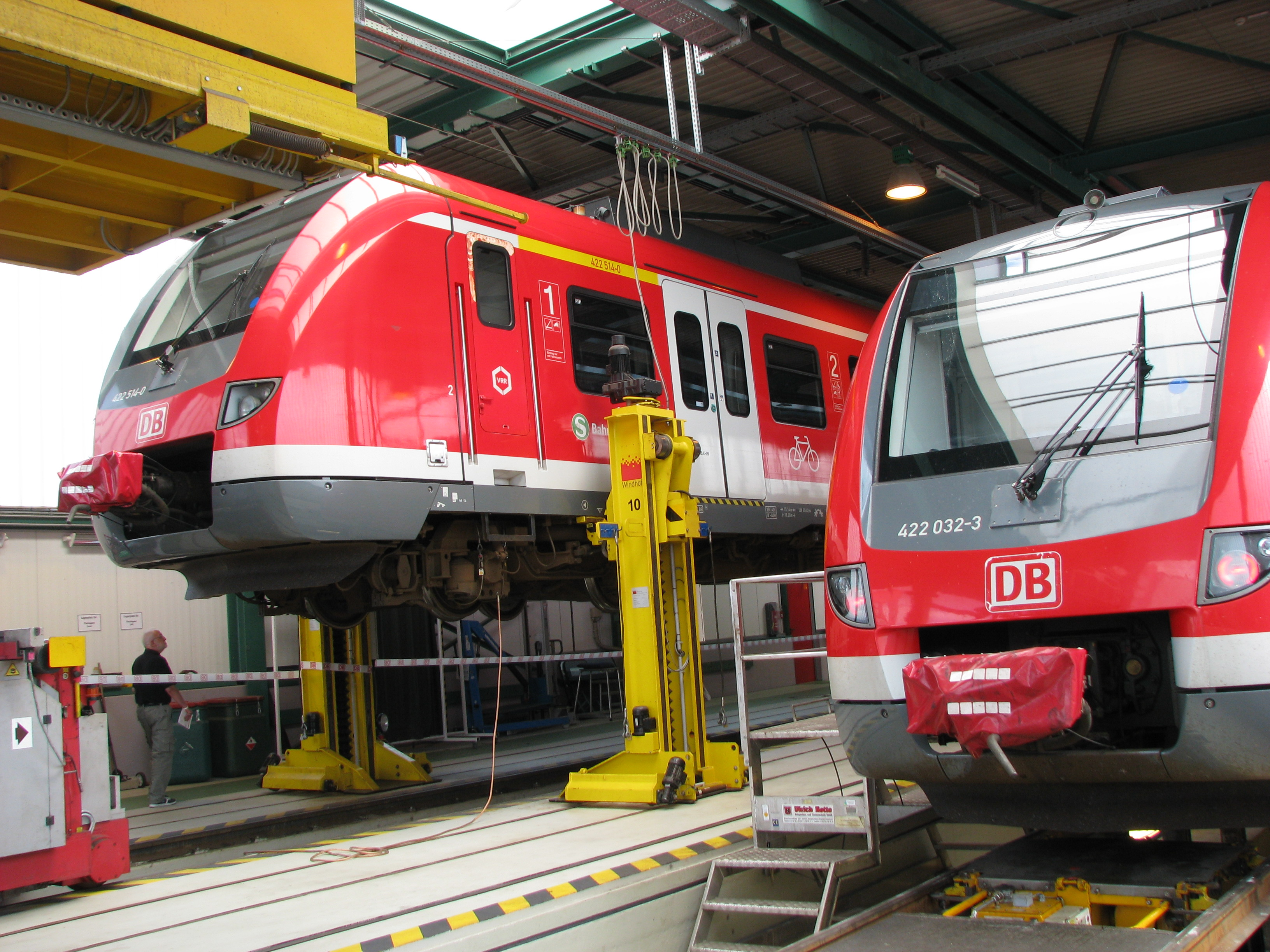
Baureihe 422 im Betriebswerk Essen

Äußerlich besteht die wesentliche Änderung aus dem neuen Fahrzeugkopf mit Knautschzone gemäß DIN EN 15227 zum verbesserten Schutz der Fahrgäste und des Triebfahrzeugführers bei Kollisionen, die zu einer gegenüber den Baureihen 420 und 423 um insgesamt zwei Meter gestiegenen Gesamtlänge führt. Hinter den Verkleidungen an den Fahrzeugenden befinden sich Energieverzehrmodule mit integriertem Aufkletterschutz.
Weitere Neuerungen sind die Fahrzeugsteuerung MITRAC (Bombardier), die Bremssteuerung EP-Compact und Druckluftversorgungsanlage (Knorr-Bremse), das Zugbeeinflussungssystem EBICAB 500 PZB (Bombardier), eine Videoüberwachung des Fahrgastraumes (Verint), über die gesamte Türhöhe wirkende Lichtgitter zur Absicherung des Fahrgastwechsels sowie ein neuer Fußbodenaufbau.
Nach den Praxiserfahrungen mit in bestimmten Situationen, insbesondere im Herbst, ungenügender Bremsleistung wurde das bei der Baureihe 423 noch ungebremste Laufdrehgestell mit Radbremsscheiben und einer zusätzlichen Magnetschienenbremse ausgestattet.
Am Standort Hennigsdorf führte Konsortialführer Bombardier die Endmontage von 26 Zügen durch, 58 Züge montierte Alstom LHB in Salzgitter. Die Wagenkästen und Kopfdrehgestelle wurden bei Alstom in Salzgitter gebaut. Bombardier fertigte die elektrische Ausrüstung im Werk Mannheim und die Jakobs-Drehgestelle im Werk Dreis-Tiefenbach der ehemaligen Waggon Union.

#### Ausfall der PZB
Anfang April 2011 wurden Software-Probleme beim installierten System der Punktförmigen Zugbeeinflussung Bombardier EBICAB 500 bekannt. Es war zu zwei Signalüberfahrungen gekommen, bei denen eine Sicherheitsreaktion der EBICAB-Anlage unterblieben war. Daraufhin begrenzte das Eisenbahn-Bundesamt die Höchstgeschwindigkeit aller Fahrzeuge der Baureihe 422 auf 100 km/h. Außerdem wurden die Züge mit einem zusätzlichen Triebfahrzeugbegleiter besetzt. Um den Verkehr aufrechterhalten zu können, waren wieder vermehrt Züge mit Loks der Baureihe 143 und vier x-Wagen unterwegs, insbesondere auf der Linie S 1.
Der Softwarefehler wurde Mitte Juni 2011 behoben und Updates wurden eingespielt. Bei Fahrzeugen mit aktualisierter Software entfiel die Pflicht zur Anwesenheit eines Triebfahrzeugbegleiters, und die Höchstgeschwindigkeit durfte wieder voll ausgefahren werden. Ab dem 18. Juni 2011 wurden erste Fahrzeuge mit aktualisierter Software wieder in ihre alten Umläufe eingestellt.

#### Fahrzeugbrände
Im Herbst 2016 kam es nach elektrischen Fehlern, verursacht durch Vogelschlag bzw. Oberleitungsschaden, zu Bränden im Dachbereich von Triebzügen der Baureihe 422:
1. am 16. September 2016 auf der Linie S 6 kurz nach Verlassen der Station Essen Hbf[11]
2. am 18. November 2016 auf der Linie S 3 zwischen den Stationen Essen Hbf und Essen West[12]

Die Leichtbauweise der Fahrzeugdächer aus Verbundwerkstoffen ermöglichte jeweils die Brandausbreitung und die Freisetzung von Rauchgasen in den Fahrgastraum hinein, wodurch Fahrgäste gefährdet wurden. Als Folge daraus durften die Züge dieser Baureihe ab dem 23. November 2016 keine Strecken mit längeren Tunnelabschnitten mehr im Fahrgastbetrieb befahren.
Dies führte über ein Jahr lang zu deutlichen Einschränkungen im S-Bahn-Betrieb. Die Linie S 1 wurde gebrochen: Zwischen Solingen Hauptbahnhof und Bochum Hauptbahnhof verkehrten wie gewohnt die 422er, im Abschnitt zwischen Essen-Steele Ost und Dortmund Hauptbahnhof, welcher den Dortmunder Universitätstunnel beinhaltet, kamen andere Fahrzeuge (Baureihe 420 oder 143 mit x-Wagen) zum Einsatz. Die Linie S 4 war nur zwischen Unna und Dortmund-Somborn nutzbar; die Triebzüge fuhren ab Somborn ohne Fahrgäste zur eigentlichen Endstation im Tunnel Dortmund-Lütgendortmund. Am westlichen Ende der Linie S 6 entfielen die Verstärkerfahrten durch den Tunnel Chorweiler zwischen Köln-Nippes und Köln-Worringen.
Am 13. Januar 2017 brannte ein in Dortmund Hauptbahnhof ohne Fahrgäste abgestellter Triebzug im Bereich der Deckenverkleidung.
Um weiteren Bränden vorzubeugen, sanierte die Deutsche Bahn die Fahrzeuge im Dachbereich, indem Stahlplatten aufgebracht und Leitungen elektrisch besonders isoliert wurden.
Zum 21. August 2017 war die Hälfte der Fahrzeuge saniert, die Linie S 4 konnte wieder durchgängig auf voller Länge bedient werden. Gleiches galt ab 28. August 2017 für die Linie S 1. Zum 6. November 2017 standen zwei Drittel aller Triebzüge saniert zur Verfügung, die Linie S 6 konnte daher wieder durch den Tunnel Chorweiler fahren. Noch Anfang Januar 2018 gab es nicht genügend Fahrzeuge, um auf der S 1 die volle Platzkapazität anbieten zu können.
Am 27. Oktober 2019 brannten auf der Linie S 1 in Essen Hbf am Triebzug 422 077 nach einem Oberleitungsschaden Teile der Deckenverkleidung im Fahrgastraum.

## Einsatzgeschichte

### S-Bahn Rhein-Ruhr von 2008 bis 2009

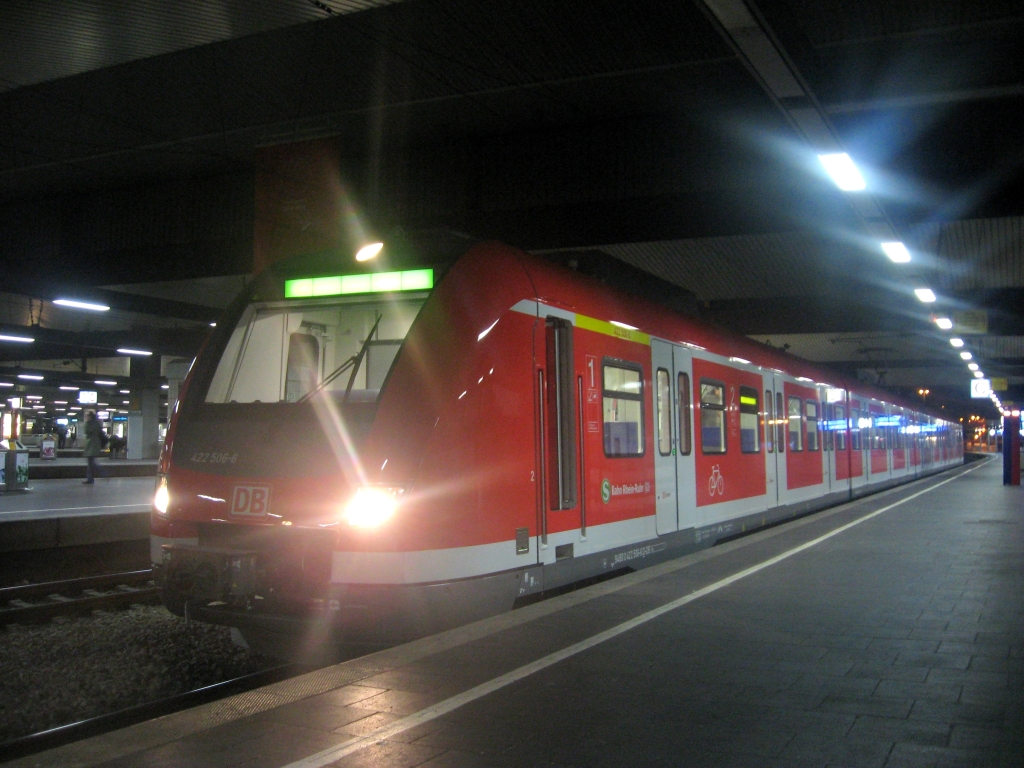
422 006 bei einer Testfahrt in Düsseldorf Hbf auf der Linie S 7

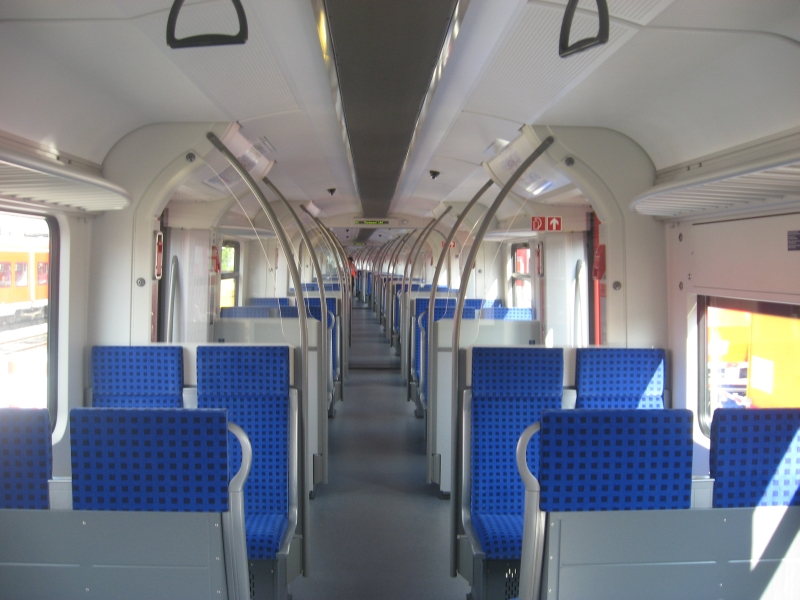
Innenraum der Baureihe 422 im Auslieferungszustand mit Sitzbezügen im blau-karierten DB-Medien-Design

Die Zulassung der Fahrzeuge durch das Eisenbahn-Bundesamt erfolgte am 11. November 2008, sodass am 18. November 2008 erstmals vier Triebzüge planmäßig in zwei Umläufen auf der damaligen S 7 (Solingen – Düsseldorf Flughafen Terminal) zum Einsatz kamen. Noch im gleichen Jahr begann der Einsatz auf der Linie S 2.
Im Jahresfahrplan 2009 wurden sukzessive die vier Linien S 9, S 1, S 3 und schließlich S 4 auf die Baureihe 422 umgestellt. Zeitweise war die Baureihe 422 auch auf den Verstärkerumläufen der S 6 (Ratingen – Langenfeld) im Einsatz. Auf den zuvor mit drei x-Wagen je Zug bestückten Linien S 2, S 3 und S 9 reduzierte sich die Anzahl der Sitzplätze durch den Einsatz der regelmäßig einzeln fahrenden Triebzüge von 222 auf 192.

### S-Bahn Rhein-Ruhr ab 2009
Zum Fahrplanwechsel im Dezember 2009 erarbeitete der VRR ein wesentlich verändertes Konzept für die S-Bahn-Linien im Raum Düsseldorf. Die S 7 (Solingen – Düsseldorf Hbf – Düsseldorf Flughafen Terminal) wurde am 13. Dezember 2009 eingestellt und durch Verlängerung der Linien S 1 (Dortmund – Düsseldorf Hbf – Solingen) und S 11 (Bergisch Gladbach – Düsseldorf Hbf – Düsseldorf Flughafen Terminal) ersetzt. Die neue Linie S 68 (Wuppertal-Vohwinkel – Düsseldorf Hbf – Langenfeld) ersetzte 2010 den Verstärkerverkehr der S 6 (Ratingen – Langenfeld).
Auf die zuvor geplante Beschaffung von Zügen der Baureihe 430 wurde verzichtet. Stattdessen wurden im Rahmen einer gesonderten Ausschreibung die S-Bahn-Linien S 5 und S 8 mit Neufahrzeugen der Baureihe 1440 bestückt. Dadurch wurden dort Triebzüge der Baureihe 422 frei, die im Dezember 2014 die lokbespannten Züge auf der Linie S 6 ablösten.

### S-Bahn Rhein-Ruhr ab 2019

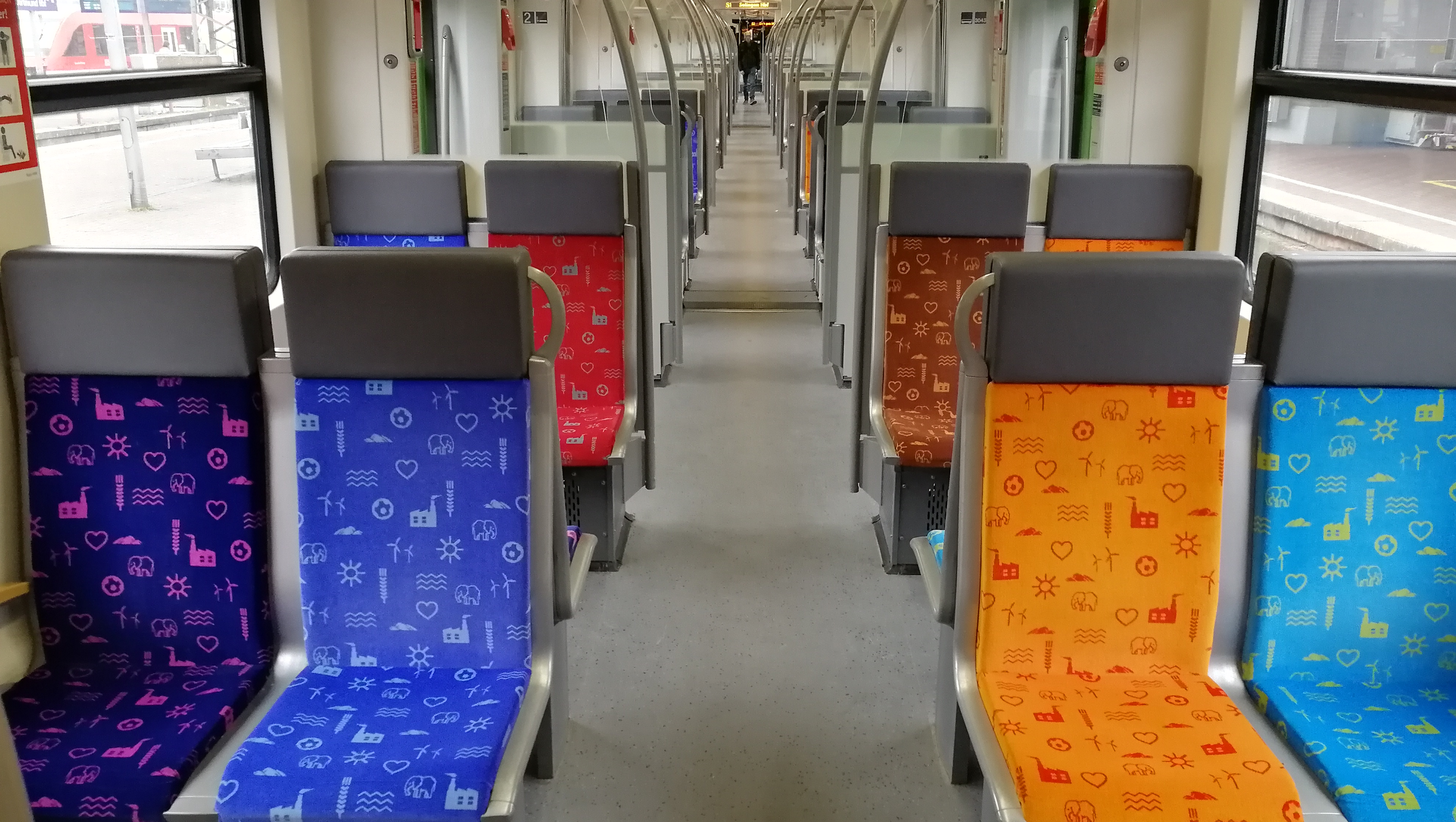
Innenraumgestaltung der Baureihe 422 mit Sitzpolstern im mehrfarbigen VRR-Design

Im Vorgriff auf eine umfassende Takt- und Angebotsumstellung im Dezember 2019 bei der S-Bahn Rhein-Ruhr kaufte der Zweckverband VRR Eigenbetrieb Fahrzeuge und Infrastruktur 48 Fahrzeuge der Baureihe 422 von der Deutschen Bahn. Den Auftrag für die Wartung dieser Fahrzeuge vergab der VRR für den Vertragszeitraum 2019 bis 2034 an DB Regio NRW.

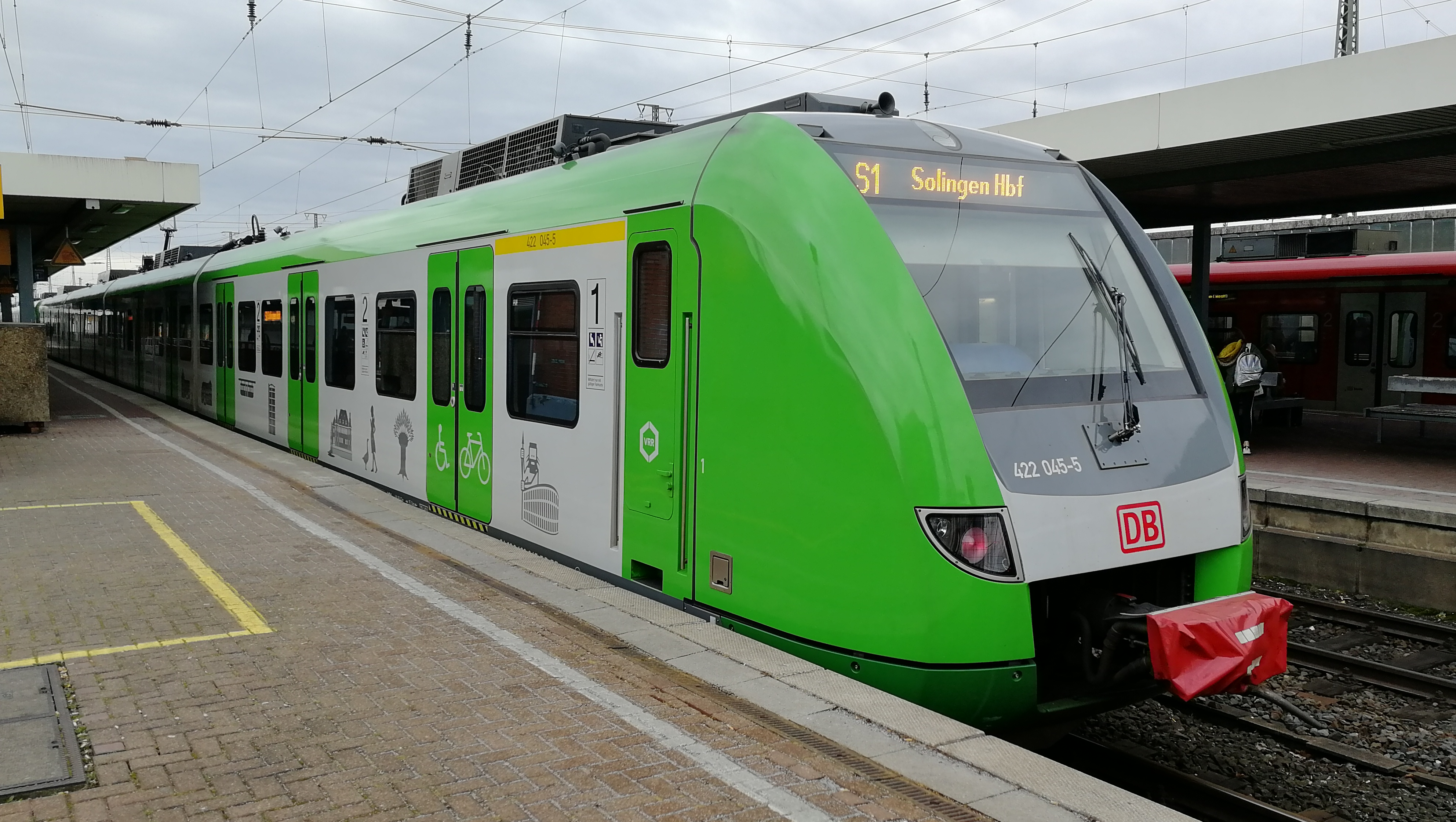
Baureihe 422 in der lichtgrau-grünen VRR-Lackierung

Der Fahrbetrieb auf den Linie S 1 und S 4 wurde im Jahr 2016 nach einer Ausschreibung auf zwölf Jahre an die Firma Keolis vergeben, die damals unter dem Markennamen Eurobahn auftrat. Im September 2019, zwölf Wochen vor der vorgesehenen Betriebsaufnahme, kündigte der VRR in Abstimmung mit dem Zweckverband NWL den Verkehrsvertrag mit Keolis. Beide Linien verblieben zunächst im Rahmen einer Notvergabe für zwei Jahre, also bis 2021, beim Betreiber DB Regio NRW. Die folgende Neuausschreibung ergab, dass DB Regio NRW von Dezember 2021 bis 2031 die Verkehrsleistungen weiterhin erbringen sollte.
Die Linien S 2, S 3 und S 9 wurden, neben weiteren Regionalbahn-Linien, Teil des auf 15 Jahre an Abellio Rail NRW vergebenen Netzes mit Fahrzeugen vom Typ Stadler Flirt 3 XL. Abellio beauftragte zur Sicherstellung der verkehrsvertraglichen Leistungen DB Regio damit, auf der Linie S 3 vom Fahrplanwechsel am 15. Dezember 2019 bis zum 1. März 2020 mit eigenem Personal und den Fahrzeugen der Baureihe 422 weiter zu fahren. Der Verkehrsvertrag mit Abellio Rail NRW wurde zum 31. Januar 2022 vorzeitig gekündigt, der VRR vergab die Abellio-Leistungen im Rahmen einer bis Dezember 2023 laufenden Notvergabe zum Februar 2022 an DB Regio NRW. Eine Neuausschreibung ergab, dass DB Regio NRW die Leistungen bis Ende 2028 fahren soll.
Ab Herbst 2017 erhielten die 48 VRR-Fahrzeuge bei DB Fahrzeuginstandhaltung Krefeld-Oppum ein Redesign, das unter anderem neue Sitzpolster in sechs verschiedenen Farben und eine verbesserte Fahrgastinformation umfasst. Die lichtgraue Lackierung ist mit stilisierten Abbildungen von Wahrzeichen des Ruhrgebiets versehen. Farblich im Grünton des VRR-Designs abgesetzt sind die Türflächen, die Dachkante und die seitlichen Frontpartien. Am 13. September 2017 wurde mit 422 010/510 der erste modernisierte Triebzug vorgestellt. Für den Umbau jedes Fahrzeugs waren rund sechs Wochen veranschlagt; es wurde parallel an drei Fahrzeugen gearbeitet.

## Namensgebung
Einige Anliegerstädte der S-Bahn Rhein-Ruhr haben Patenschaften für Triebzüge der Baureihe 422 übernommen. An den Endwagen der Triebzüge wurden Schriftzüge mit Namen der Stadt und dem Stadtwappen angebracht. Im Rahmen einer Feierstunde wurden die Züge durch den Bürgermeister der jeweiligen Stadt getauft. Zwischenzeitlich waren folgende Namen vergeben:
| - Tz 09 – Dortmund - Tz 75 – Wuhan, Provinz Hubei, China (durch Duisburgs Bürgermeister) - Tz 79 – Haltern am See - Tz 81 – Solingen - Tz 82 – Hilden - Tz 83 – Düsseldorf - Tz 84 – Essen |

(Tz xx = Triebzugnummer: 422 0xx / 432 0xx / 432 5xx / 422 5xx)